# نشان دایمر
نشان دایمر (آلمانی: Nischan Daimer؛ زادهٔ ۱۹ ژوئیهٔ ۱۹۶۷) یک ورزشکار دو و میدانی پیاده‌روی سرعت بازنشسته ارمنی‌تبار اهل آلمان است. وی با نام اصلی نشان تسامونیکیان (آلمانی: Nischan Tsamonikyan) در سنت پترزبورگ به دنیا آمد.

## دستاوردها
| سال           | مسابقه                    | محل برگزاری         | مقام          | رویداد        | توضیحات       |
| نماینده آلمان | نماینده آلمان             | نماینده آلمان       | نماینده آلمان | نماینده آلمان | نماینده آلمان |
| ------------- | ------------------------- | ------------------- | ------------- | ------------- | ------------- |
| ۱۹۹۵          | World Race Walking Cup    | پکن، چین            | ۴۶ام          | 20 km         | ۱:۲۷:۱۴       |
| ۱۹۹۵          | مسابقات جهانی             | یوتبری              | ۱۲ام          | 20 km         | ۱:۲۴:۳۴       |
| ۱۹۹۶          | بازی‌های المپیک تابستانی   | آتلانتا             | ۱۵ام          | 20 km         | ۱:۲۳:۲۳       |
| ۲۰۰۰          | European Race Walking Cup | آیزنهوتنشتات، آلمان | ۲۱ام          | 20 km         | ۱:۲۳:۱۴       |